# Corno inglés

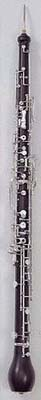
Un corno inglés.

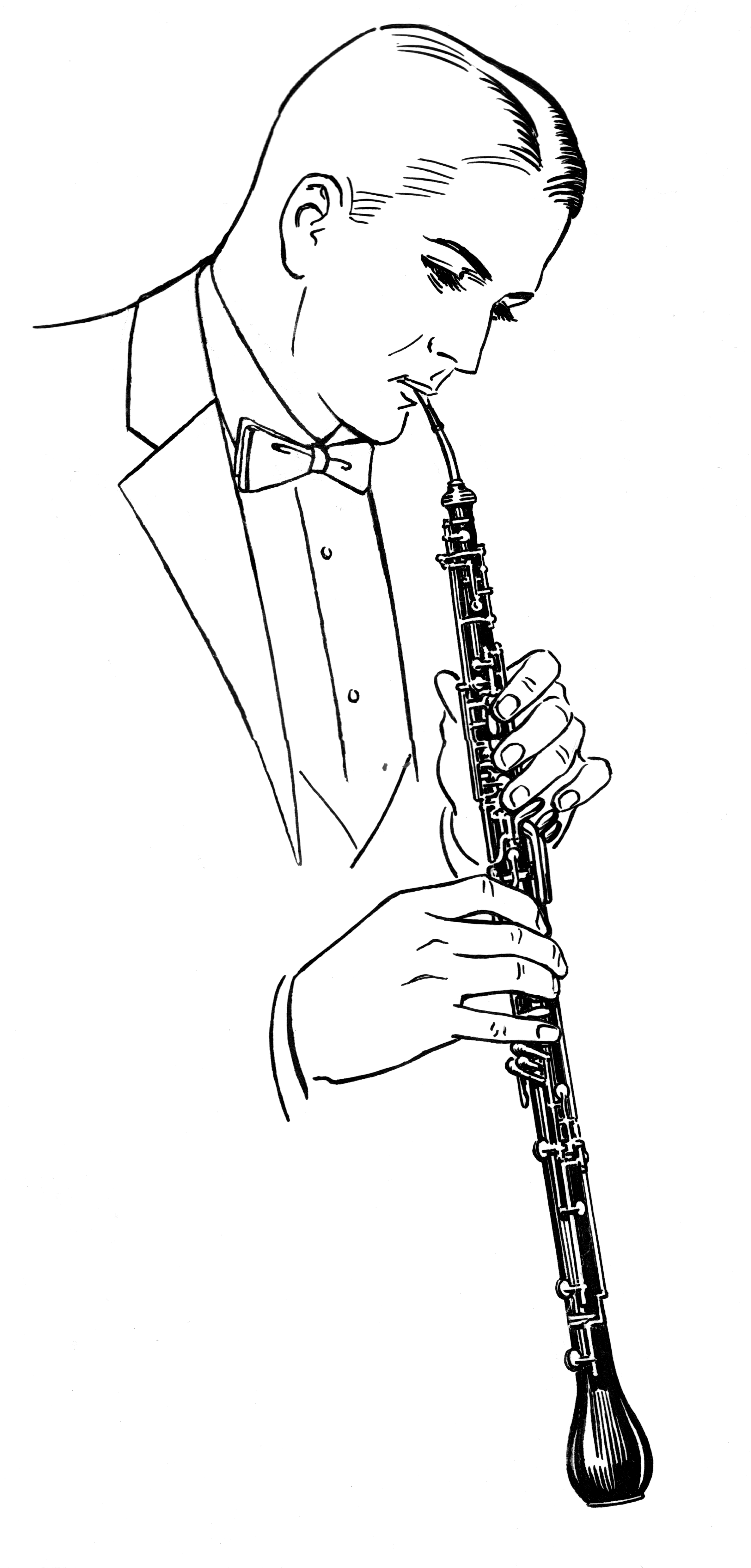
Cornista tocando su corno inglés.

El corno inglés es un instrumento musical de madera, derivado del oboe por su construcción (tiene doble lengüeta y tubo ligeramente cónico) y consecuentemente por su timbre. Está afinado en fa, una quinta por debajo del oboe.
Ya presente en obras de Niccolò Jommelli desde 1741, Joseph Haydn la utilizó en su divertimenti a principios de 1760, [Johann Adolph Hasse la asoció al personaje de Edonide en Alcide al Bivio en 1760 y la utilizó en la obertura de Il Trionfo di Clelia en 1762; Gluck la incorporó a la orquesta de Alceste en 1767.
Por su parte Gioachino Rossini lo utiliza en la tercera parte de la Obertura de Guillermo Tell (1829): repite un suave "Ranz des vaches" abrazado por los arabescos de la flauta. Al ralentizarse el tempo, el ranz parece girar sobre sí mismo hacia el final, cuando un toque de trompeta interrumpe bruscamente la ensoñación del corno inglés, anunciando la carga de la caballería ligera.
Mientras que Giuseppe Verdi lo utilizó en la escena del sonambulismo de Macbeth (Verdi)|Macbeth (1846-1847), donde ilustró la queja de Lady Macbeth (en si "bemol", la "bemol"), para marcar este viaje al fin de la noche), luego en Era piu calmo de Otello (1887), dándole no sólo un papel protagonista entre la masa orquestal, sino también varios pasajes solistas.

## Origen del nombre
Aunque ciertamente se desconoce el origen de su nombre, parece ser que este tiene un origen bastante peculiar; a pesar de llamarse «corno inglés», su origen no tiene nada que ver con Inglaterra. Se cree que se originó en Francia, con el nombre de cor anglé, es decir, ‘cuerno anguloso’, pues hace varios siglos se construía en forma ligeramente curvada.
El apelativo anglais o anglois (‘inglés’) sería una deformación de anglé (angulado, curvado). En todos los idiomas se perpetúa esa confusión: English horn en inglés, corno inglese en italiano, Englisch Horn en alemán, etc. El ejecutante de este instrumento se llama normalmente el cornista, aunque también admite una forma correcta, pero menos usada, el anglocornista (nótese que el ejecutante de una trompa se llama, además de trompista, francocornista, término muy arcaico). En España se le denomina a veces cuerno, término correcto según la RAE.[cita requerida]

## Descripción y timbre
La campana en forma de pera (llamada Liebesfuß) del cor anglais le confiere un timbre más cubierto que el oboe, más cercano en calidad tonal al oboe d'amore. Mientras que el oboe es el instrumento soprano de la familia del oboe, el corno inglés se considera generalmente como el miembro alto de la familia, y el oboe d'amore -afinado entre los dos en la tonalidad de La- como el miembro mezzosoprano. Se percibe que el corno inglés tiene un tono más meloso y lastimero que el oboe. La diferencia de sonido se debe principalmente a una lengüeta más ancha y un taladro cónico que se expande a mayor distancia que el del oboe; aunque su tono es más oscuro y grave que el del oboe, su sonido es distinto del de la familia del fagot (aunque se mezcla naturalmente con él). Su aspecto difiere del oboe en que el instrumento es notablemente más largo, la lengüeta está sujeta a un tubo metálico ligeramente curvado llamado bocal, o báculo, y la campana tiene forma bulbosa ("Liebesfuß").
El corno inglés se suele escribir en clave de sol, una quinta perfecta por encima de la altura tonal. Ocasionalmente se utiliza la clave de contralto, incluso por compositores tan tardíos como Serguéi Prokófiev. En la Italia de finales del siglo XVIII y principios del XIX, donde el instrumento era tocado a menudo por fagotistas en lugar de oboístas, se escribía en clave de fa una octava por debajo de la altura tonal (como en la Obertura de Guillermo Tell de Rossini). Los compositores de ópera franceses hasta Fromental Halévy anotaron el instrumento en la clave de mezzosoprano, lo que permitía al intérprete leer la parte como si estuviera en clave de sol.
Aunque el instrumento suele descender sólo hasta el si grave (escrito), los instrumentos continentales con una extensión hasta el si grave (que suena como mi bemol) han existido desde principios del siglo XIX. (sonando mi♭) han existido desde principios del siglo XIX. Entre los ejemplos de obras que requieren esta nota (sin dejar de reconocer su carácter excepcional) se encuentran Gurre-Lieder de Arnold Schoenberg, Das Lied von der Erde de Gustav Mahler, Chôros No. 6 de Heitor Villa-Lobos y Zeitmaße de Karlheinz Stockhausen. Antonín Dvořák, en su Scherzo capriccioso, incluso escribe para el corno inglés hasta el La grave, aunque parece poco probable que tal extensión haya existido alguna vez.
Las lengüetas del corno inglés son similares a las del oboe y consisten en un trozo de caña doblado en dos. Mientras que la caña de una lengüeta de oboe está montada sobre un pequeño tubo metálico (la grapa) parcialmente recubierto de corcho, no existe tal corcho en una lengüeta de corsé anglais, que encaja directamente en el bocal. La parte de caña de la lengüeta es más ancha y larga que la del oboe. A diferencia de las cañas de oboe de estilo americano, las cañas del corno inglés suelen tener un poco de alambre en la base, aproximadamente 5 mm desde la parte superior de la cuerda utilizada para unir la caña a la grapa. Este alambre sirve para mantener unidas las dos hojas de la caña y estabilizar el tono y la afinación.
Quizá los fabricantes más conocidos de cornos ingleses modernos sean las firmas francesas F. Lorée, Marigaux y Rigoutat, la británica T. W. Howarth y la estadounidense Fox Products. También se buscan instrumentos de fabricantes más pequeños, como A. Laubin. Los instrumentos se suelen fabricar con madera negra africana (Granadillo negro), aunque algunos fabricantes también ofrecen instrumentos de otras maderas, como cocobolo (Howarth) o madera de violeta (Lorée), que se dice que alteran ligeramente la voz del corno inglés, produciendo un sonido más suave. Fox ha fabricado recientemente algunos instrumentos en resina plástica y arce, siendo esta última la madera utilizada tradicionalmente para fagot.

## Instrumento transpositor

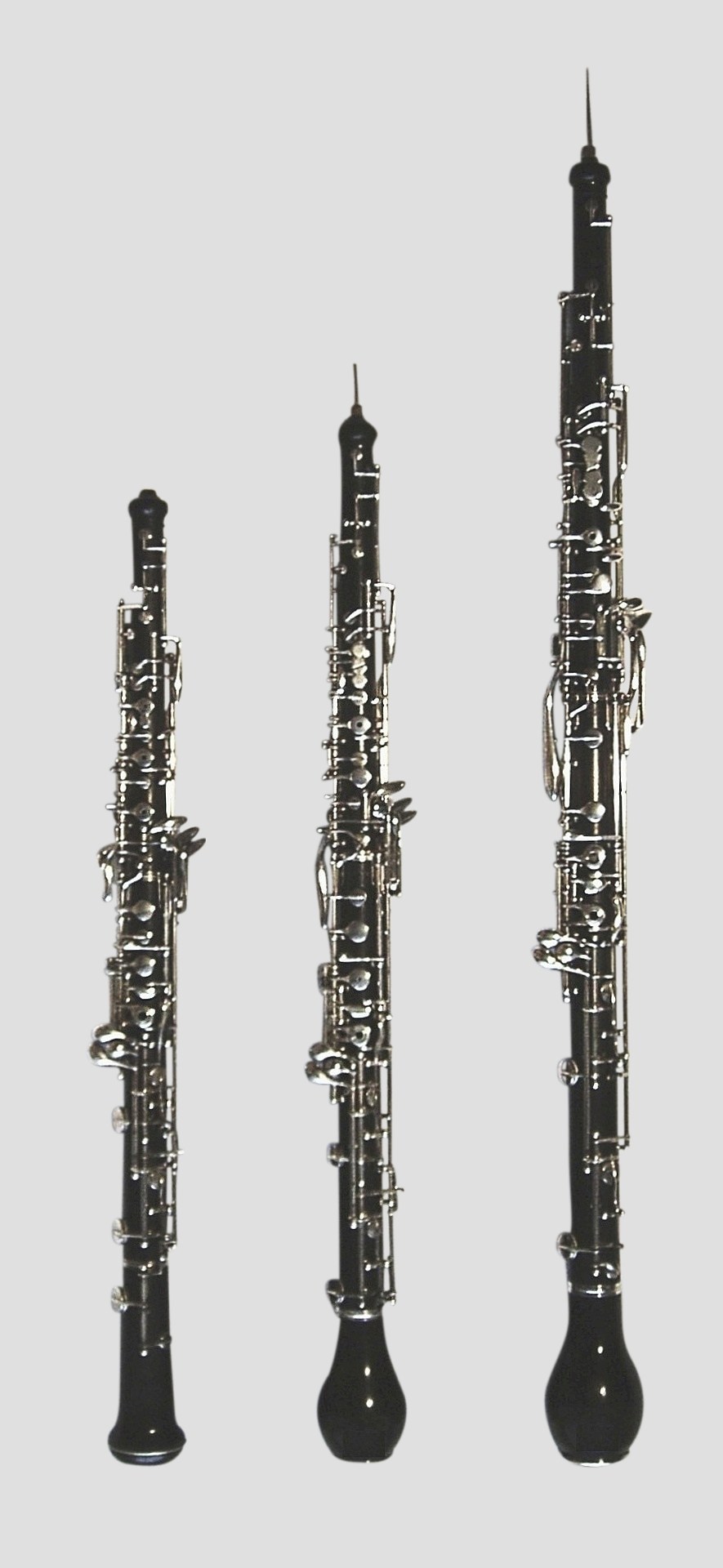
Familia del Oboe

El corno inglés es un instrumento transpositor afinado en fa, una quinta justa inferior que el oboe. Esto significa que la música para corno inglés se escribe una quinta justa más alta que los sonidos del instrumento. La técnica de digitación y ejecución utilizada para el corno inglés es esencialmente la misma que la del oboe, y los oboístas suelen doblar el corno inglés cuando es necesario.  El corno inglés normalmente carece de la tecla si♭ más baja que se encuentra en la mayoría de los oboes, por lo que su rango de sonido se extiende desde mi2 (escrito si♮) debajo del do central do5 dos octavas por encima del do central del piano. Algunas versiones que se fabrican hoy en día tienen una tecla si grave para ampliar el rango una nota más para que suene. 
Se dice que «está en fa»: es decir, que cuando el ejecutante (generalmente un oboísta) oprime la combinación de teclas que en un oboe produciría un do3, en el corno inglés produce un fa2. Esto es: el corno inglés suena una quinta justa más grave que lo que está escrito. Un ejemplo de otro instrumento afinado en Fa es la trompa, comúnmente denominada corno francés.
Las posiciones de los dedos en las llaves al tocar son casi iguales a las posiciones del oboe; por ello, no es muy difícil para un oboísta.

## Extensión
Su extensión va desde el mi2 (escrito si2) hasta el do 5, dos octavas por encima del do central del piano. Aunque, según la orquestación de Ravel de Cuadros de una exposición de Músorgski, debería llegar al mi bemol grave.
Su campana con forma de pera le da un timbre un tanto más nasal y cubierto que el del oboe. Su cualidad de tono está más cercana a la del oboe d'amore. Si el oboe es el instrumento soprano de la familia, el corno inglés es considerado el contralto, mientras que el oboe d'amore es el mezzosoprano.
Se considera que el corno inglés tiene un timbre más meloso y plañidero que el oboe. Su apariencia difiere de la del oboe en que la lengüeta está adherida a un tubo de metal ligeramente curvado, llamado bocal, y que la campana tiene forma bulbosa.

## Historia
Procede del oboe da caccia, instrumento más bien antiguo que se encuentra frecuentemente en las Cantatas de Johann Sebastian Bach.
En Inglaterra es conocido por su nombre francés: cor anglais, mientras que en EE. UU. se lo conoce actualmente como English horn.
Era muy poco usado antes del romanticismo, pero luego fue un instrumento común en la orquesta. Sin embargo, es raro en la música de cámara, donde es reemplazado por la trompeta o el fagot.
La primera parte orquestal conocida específicamente para el instrumento se encuentra en la versión de Viena de la ópera Ezio de Niccolò Jommelli que data de 1749. donde se le dio el nombre italiano corno inglese. Gluck y Haydn siguieron su ejemplo en la década de 1750, y los primeros conciertos para trompa inglesa se escribieron en la década de 1770. La Schwarzenberg Wind Harmonie de 1771 empleó 2 cors anglais, así como 2 oboes, 2 fagotes y 2 trompas. Johan Went fue el primer cor anglais e Ignaz Teimer (padre de los hermanos Teimer) fue segundo cor anglais. Los primeros tríos de oboe fueron compuestos por Johan Went para los hermanos Teimer. La escritura de oboe y cor anglais en estos tríos bohemios / vieneses originales de Johan Went y Joseph Triebensee son notables como escritos por oboístas para oboístas e incluyen algunos ejemplos tempranos de escritura florida y virtuosa para el cor anglais, allanando el camino para una escritura similar por venir. En 1796 fallecieron Johann y Franz Teimer. La primera actuación registrada de un trío de oboe fue en 1793 (a la que asistió Beethoven). Mientras los hermanos Teimer actuaban en Viena y sus alrededores, se compusieron más de 20 tríos de oboe. Phillip Teimer siguió tocando el cor anglais en el teatro de ópera de Schikaneder en Viena. También cantó algunos papeles con la compañía debido a su sonora voz de bajo. Muchas partes de cor anglais fueron escritas especialmente para él por Stengel, Süssmayr, Paer, Winter, Weigl, Eberl, Eybler, Salieri, Hummel, Schacht y Fisher.

## Repertorio

### Conciertos
- William Alwyn, Autumn Legend for English horn and string orchestra (1954)
- Martín Niñerola, Raúl, "Concertijo" for English horn and Band (2015)
- Emmanuel Chabrier, Lamento for English horn and orchestra (1875)
- Aaron Copland, Quiet City for trumpet, English horn, and string orchestra (1940) †
- Gaetano Donizetti, Concertino in G major (1816)
- Arthur Honegger, Concerto da camera, for flute, English horn & string orchestra (1948)
- Gordon Jacob, Rhapsody for English Horn and Strings (1948)
- Aaron Jay Kernis, Colored Field (2000)
- James MacMillan, The World's Ransoming (1997) †
- Walter Piston, Fantasy for English horn, harp and string orchestra (1952)
- Ned Rorem, Concerto for English Horn and Orchestra (1992)
- Jean Sibelius, Swan of Tuonela (1893) †
- Pēteris Vasks, Concerto for English horn and orchestra (1989)
- Ermanno Wolf-Ferrari, Concertino in A-flat, op. 34 (1947)
- Teresa Borràs i Fornell, "Concerto for solo English horn and string orchestra" op.116 (1994)

### Música de Cámara
Entre las piezas de música de Cámara para corno inglés se cuentan::
- Ludwig van Beethoven: Trío para oboes y corno inglés, Op. 87 (1795)
- Ludwig van Beethoven: Variaciones sobre "Là ci darem la mano", para 2 oboes y corno inglés, WoO 28 (1796)
- Elliott Carter:  Pastoral para corno inglés y piano (1940)
- Felix Draeseke: Kleine Suite para corno inglés y piano, Op. 87 (1911)
- Paul Hindemith: Sonata para corno inglés y piano (1941)
- Charles Koechlin: Monodia para corno inglés, Op. 216, Nr. 11 (1947–48)
- Franz Krommer: Trío para 2 oboes y corno inglés en Fa mayor (c. 1794)
- Franz Krommer: Trío para 2 oboes y corno inglés, Variaciones sobre un tema de Pleyel (c. 1794–6)
- Vincent Persichetti: Parábola XV para solo de corno inglés
- Franz Poessinger: Trío para 2 oboes y corno inglés en Fa mayor (c. 1794–6)
- Anton Reicha: Andante arioso, Andante y Adagio para cuarteto de vientos con destacado de corno inglés (1817-9)
- Karlheinz Stockhausen: Zeitmaße para flauta, oboe, clarinete, corno inglés y fagot (1955–56)
- Igor Stravinsky: Pastorale para soprano y piano (1907), en los arreglos del compositor para soprano, oboe, corno inglés, clarinete y fagot (1923), y violín, oboe, corno inglés, clarinete y fagot (1933)
- Augusta Read Thomas: Pilgrim Soul para corno inglés y dos violines (2011)
- Josef Triebensee: Trío para 2 oboes and corno inglés en Fa mayor (c. 1794–6)
- Josef Triebensee:  Trío para 2 oboes y corno inglés en Do mayor (c. 1794–6)
- Josef Triebensee:  Trío para 2 oboes y corno inglés en Re♭ mayor (c. 1794–6)
- Josef Triebensee:  Trío para 2 oboes y corno inglés, Variaciones sobre un tema de Haydn (c. 1794–6)
- Heitor Villa-Lobos: Quinteto (em forma de chôros) para flauta, oboe, clarinete, corno inglés y fagot (1928)
- Peter Warlock: The Curlew para cantante, flauta, corno inglés y cuarteto de cuerdas (1920–22)
- Johan Went:  Trío para 2 oboes y corno inglés, Petite Serenade Concertante en Fa mayor (c. 1790)
- Johan Went: Trío para 2 oboes y corno inglés, Divertimento en Si♭ mayor (c. 1790)
- Johan Went: Trío para 2 oboes y corno inglés, Variaciones sobre un tema de Paisiello (c. 1790)
- Johan Went: Trío para 2 oboes y corno inglés, Variaciones sobre un tema de Haydn (c. 1790)
- Johan Went: Trío para 2 oboes y corno inglés, Pas de deux en Do mayor de Signore e Signora Vigano (c. 1790)
- Anton Wranitsky: Trío para 2 oboes y corno inglés en Do mayor (c. 1794–6)
- Carlo Yvon: Sonata en Fa menor para corno inglés (o viola) y piano (publicado hacia 1831), una de las pocas sonatas escritas durante la época romántica para esta combinación.

### Piezas
- Joseph Haydn: Sinfonía Nº 22 (El filósofo).
- Richard Wagner: Tristan und Isolde (acto 3, escena 1).
- Piotr Ilich Chaikovski: Romeo y Julieta (tema de amor, exposición).
- Piotr Ilich Chaikovski:  Capricho italiano
- Antonín Dvořák: Sinfonía Nº 9 del Nuevo Mundo.
- César Franck: Sinfonía en re menor (segundo movimiento).
- Gioacchino Rossini: obertura de William Tell.
- Hector Berlioz: obertura del Carnaval Romano.
- Dmitri Shostakóvich: Sinfonía Nº 11 (cuarto movimiento) y la Sinfonía Nº 8 (primer movimiento).
- Jean Sibelius: El cisne de Tuonela (de las Leyendas de Lemminkäinen)
- Maurice Ravel: Concierto para piano en sol.
- Joaquín Rodrigo: Concierto de Aranjuez (segundo movimiento).
- Aaron Copland: Quiet City (ciudad tranquila).
- Miguel Oblitas Bustamante: Cuarteto para Oboe, Corno Inglés, Heckelfon y Fagot de la serie de cuartetos.

En las bandas sonoras de las películas de cine, el corno inglés aparece tanto o más que el oboe, debido a su timbre más «redondo».
Además de en la música clásica, el corno inglés ha sido también usado por algunos músicos de jazz o pop:
- Paul McCandless
- Sonny Simmons
- Vinny Golia
- Nancy Rumbel (lo usa en la canción ganadora del premio Grammy Tingstad and Rumbel)
- The Carpenters (el C. I. aparece en arreglos instrumentales de varias canciones de estos dos hermanos, siendo la más notable For All We Know, de 1971).